# Zarudînți, Nemîriv
Zarudînți (în ucraineană Зарудинці) este localitatea de reședință a comunei Zarudînți din raionul Nemîriv, regiunea Vinnița, Ucraina.

## Demografie
Componența lingvistică a localității Zarudînți
     Ucraineană (99,4%)
     Alte limbi (0,6%)
Conform recensământului din 2001, majoritatea populației localității Zarudînți era vorbitoare de ucraineană (99,4%), existând în minoritate și vorbitori de alte limbi.